# Tomás Reñones
Pedro Tomás Reñones Grego (ur. 9 sierpnia 1960 w Santiago de Compostela) – hiszpański piłkarz grający na pozycji obrońcy.

## Kariera klubowa
Tomás pochodzi z miasta Santiago de Compostela. Karierę sportową rozpoczął tamże, w klubie SD Compostela. W 1981 roku zadebiutował w nim w rozgrywkach Segunda División B. W 1982 roku przeszedł do Atlético Madryt i przez dwa lata występował w rezerwach tego klubu w Segunda División. W 1984 roku stał się członkiem pierwszego zespołu Atlético. 1 września tamtego roku zadebiutował w Primera División w zremisowanym 0:0 wyjazdowym spotkaniu z Espanyolem Barcelona. Od początku sezonu 1984/1985 był podstawowym zawodnikiem zespołu. Wiosną 1985 wywalczył wicemistrzostwo Hiszpanii, a następnie wystąpił w wygranym 2:1 finale Pucharu Króla z Athletic Bilbao, a latem tamtego roku zdobył Superpuchar Hiszpanii. W 1986 roku wystąpił w przegranym 0:3 finale Pucharu Zdobywców Pucharów z Dynamem Kijów. Kolejne sukcesy z Atlético osiągał już w latach 90. W 1991 roku zdobył drugi (1:0 w finale z RCD Mallorca), a w 1992 roku trzeci krajowy puchar (2:0 z Realem Madryt). W 1991 roku był też wicemistrzem kraju. Z kolei w sezonie 1995/1996 sięgnął z Atlético po dublet - mistrzostwo i puchar kraju (1:0 w finale z Barceloną). Był to także ostatni sezon dla Tomása w drużynie Atlético. Spędził w nim łącznie 12 sezonów i w tym okresie rozegrał 367 meczów, w których zdobył 2 gole. Pełnił także funkcję kapitana Atlético.
Latem 1996 Tomás odszedł do występującego w Segunda División B, CA Marbella. W sezonie 1997/1998 grał w amatorskim UD San Pedro i w jego barwach zakończył karierę piłkarską.
| Sezon   | Klub              | Kraj      | Rozgrywki          | Mecze | Bramki |
| ------- | ----------------- | --------- | ------------------ | ----- | ------ |
| 1981/82 | SD Compostela     | Hiszpania | Segunda División B | ?     | ?      |
| 1982/83 | Atlético Madryt B | Hiszpania | Segunda División   | ?     | ?      |
| 1983/84 | Atlético Madryt B | Hiszpania | Segunda División   | ?     | ?      |
| 1984/85 | Atlético Madryt   | Hiszpania | Primera División   | 32    | 0      |
| 1985/86 | Atlético Madryt   | Hiszpania | Primera División   | 32    | 0      |
| 1986/87 | Atlético Madryt   | Hiszpania | Primera División   | 41    | 0      |
| 1987/88 | Atlético Madryt   | Hiszpania | Primera División   | 37    | 0      |
| 1988/89 | Atlético Madryt   | Hiszpania | Primera División   | 37    | 1      |
| 1989/90 | Atlético Madryt   | Hiszpania | Primera División   | 31    | 0      |
| 1990/91 | Atlético Madryt   | Hiszpania | Primera División   | 33    | 1      |
| 1991/92 | Atlético Madryt   | Hiszpania | Primera División   | 32    | 0      |
| 1992/93 | Atlético Madryt   | Hiszpania | Primera División   | 26    | 0      |
| 1993/94 | Atlético Madryt   | Hiszpania | Primera División   | 29    | 0      |
| 1994/95 | Atlético Madryt   | Hiszpania | Primera División   | 25    | 0      |
| 1995/96 | Atlético Madryt   | Hiszpania | Primera División   | 12    | 0      |
| 1996/97 | CA Marbella       | Hiszpania | Segunda División B | ?     | ?      |

## Kariera reprezentacyjna
W reprezentacji Hiszpanii Tomás zadebiutował 20 listopada 1985 roku w zremisowanym 0:0 towarzyskim spotkaniu z Austrią. W 1986 roku został powołany przez selekcjonera Miguela Muñoza na Mistrzostwa Świata w Meksyku. Był tam podstawowym zawodnikiem i rozegrał 5 meczów: z Brazylią (0:1), z Irlandią Północną (0:1), z Algierią (3:0), z Danią (5:1) i ćwierćfinale z Belgią (1:1, karne 4:5). Z kolei w 1988 roku wystąpił w 3 meczach Euro 88: z Danią (3:2), z Włochami (0:1) i z RFN (0:2). W kadrze narodowej do 1989 roku rozegrał 19 meczów.